# Freebird Airlines
Ne doit pas être confondu avec Free Bird.

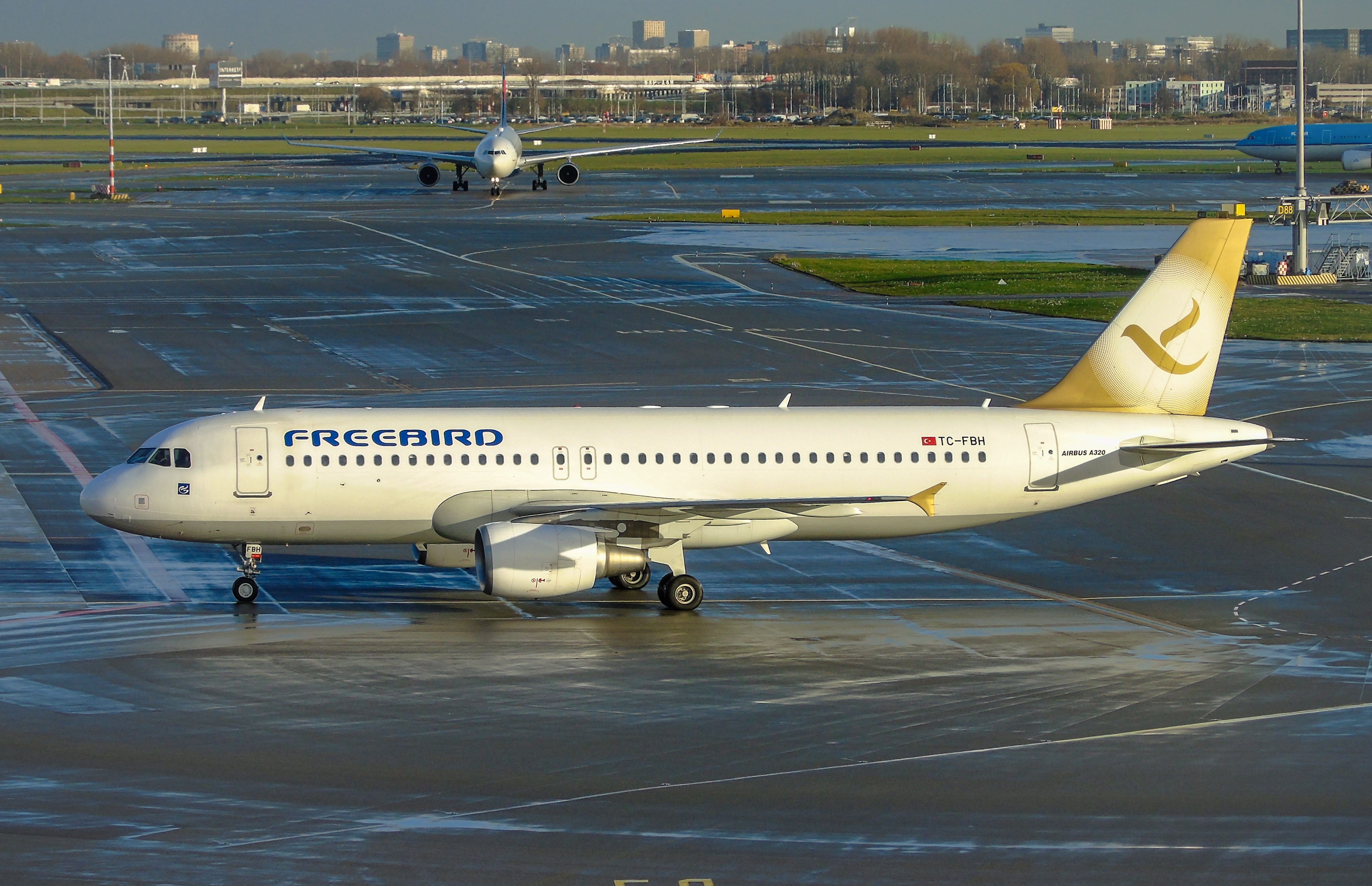
Un Airbus A320 de Freebird Airlines à l'aéroport d'Amsterdam Schiphol

Freebird Airlines (code AITA : FH; code OACI : FHY) est une compagnie aérienne régionale de Turquie, basée à Florya, Bakirköy, Istanbul. Sa base principale est l’aéroport Atatürk d’Istanbul, avec des bases secondaires à l’aéroport d’Antalya et à l’aéroport de Dalaman.

## Histoire
La compagnie aérienne a été créée en juin 2000 et a débuté ses activités le 5 avril 2001 avec un service entre Istanbul et Lyon à l'aide d'un avion  McDonnell Douglas MD-83. En novembre 2003, la compagnie aérienne a reçu son premier Airbus A320-200. En 2018, la flotte est  composée 3 A320-214 et un A320-232

## Destinations
Freebird Airlines exploite des vols charters vers l'Europe, le Liban et l'Iran au départ de lieux de vacances turcs.

## Flotte

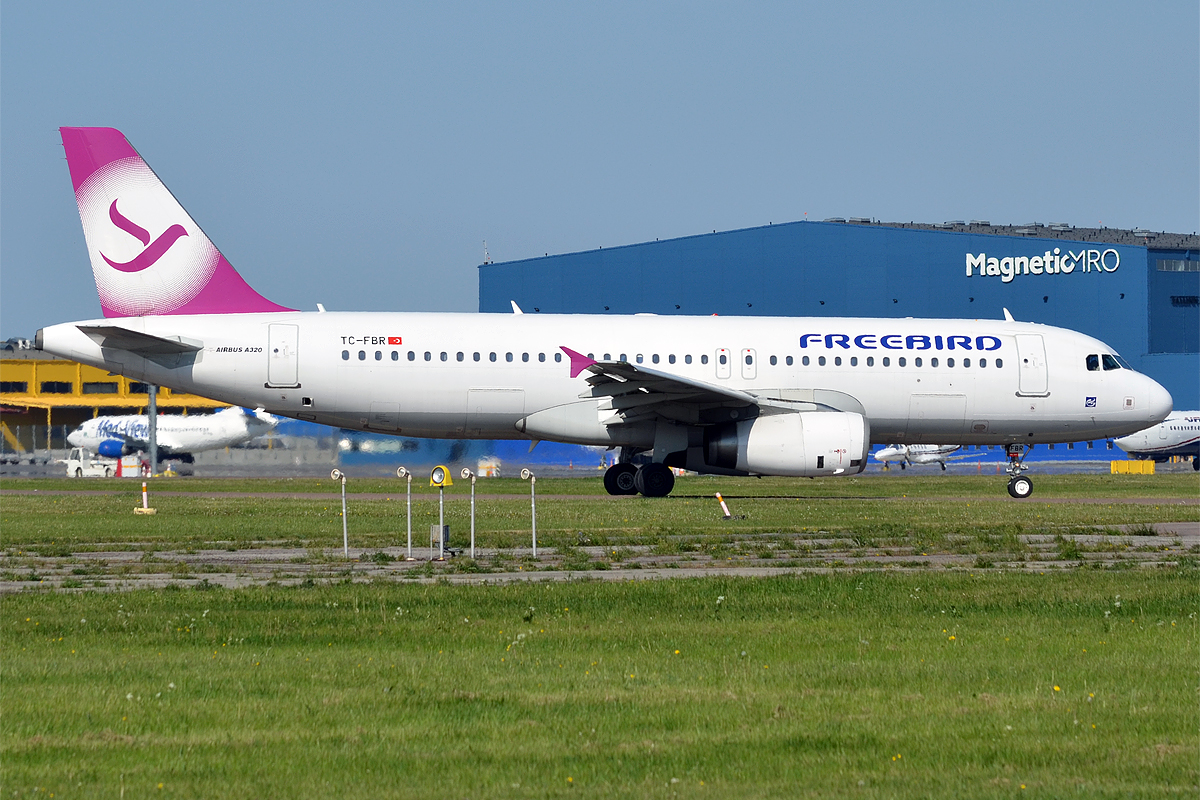
Freebird Airlines, TC-FBR, Airbus A320-232

En octobre 2025, la flotte de Freebird Airlines comprend les avions suivants:

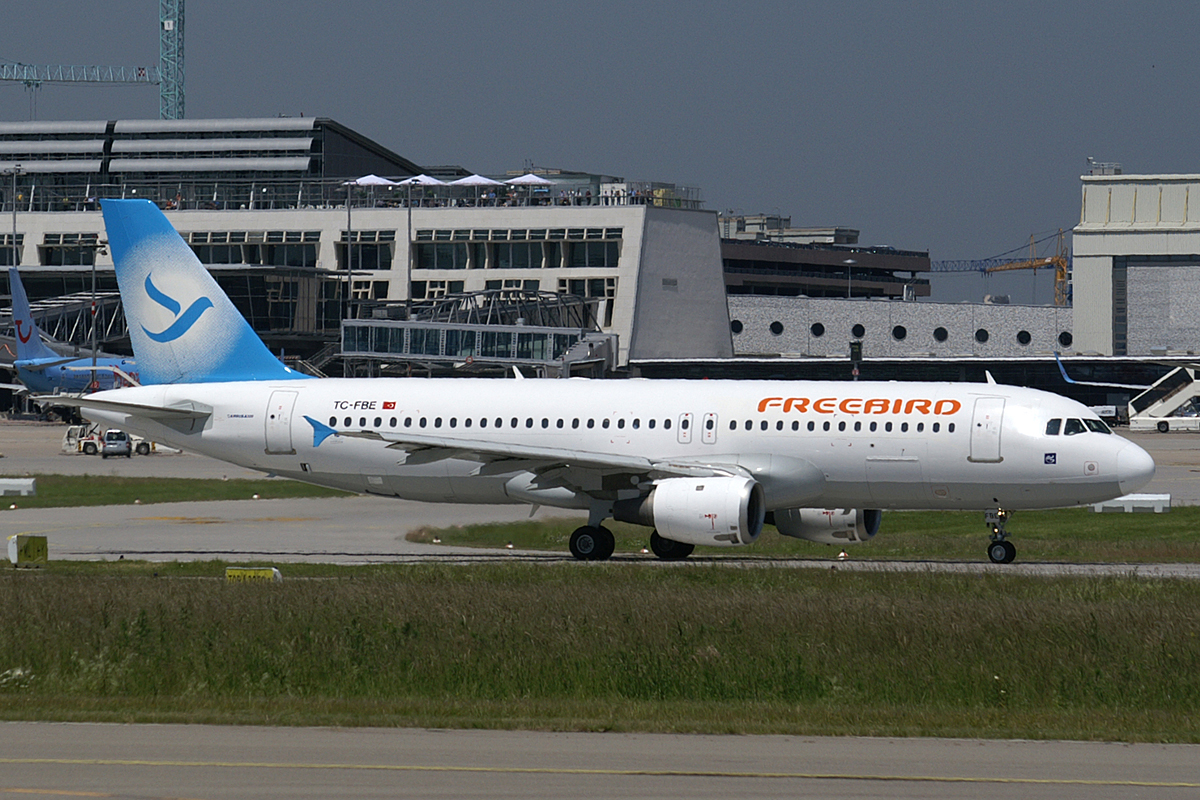
Free Bird Airlines Airbus A320